# Sunet stereofonic
Sunetul stereofonic, denumit de obicei stereo, reprezintă redarea sunetului pe două sau mai multe canale audio independente printr-o configurație simetrică de boxe în așa fel încât să se creeze ascultătorului impresia că sunetul vine din direcții diferite, ca și în mod natural. Este pus adesea în contrast cu sunetul monofonic („mono”), în care există un singur canal audio, redat de obicei de o singură boxă poziționată în centrul câmpului auditiv.
Sunet stereofonic în cinema, înseamnă crearea unei imagini sonore aparente (fictivă) a filmului pe care spectatorii să aibă impresia că o recepționează din locurile de pe ecran pe care se află imaginile vizuale corespondente. Acest deziderat decurge din preocuparea de a atrage un număr cât mai mare de spectatori în sala de cinema prin oferirea unor condiții de vizionare și audiție cât mai plăcute, făcând modernizarea continuuă a cinematografelor. Astfel s-a creat un confort deosebit prin montarea de fotolii cât mai comode; așezarea ecranului la o înălțime adecvată astfel încât spectatorul să nu-și obosească coloana vertebrală în timpul vizionării; asigurarea unui ambient plăcut prin instalații de aer condiționat; și ce este mai important redarea sunetului într-un mod cât mai plăcut care să dea senzația de spațialitate, prin instalare de sunet stereofonic.

## De ce sunet stereofonic în sala de cinema?
In timpul proiecției filmului, spectatorul recepționează simultan cu imaginea vizuală și sunetul corespunzător ei, venit de la unul sau mai multe difuzoare așezate într-un loc. Acesta poate fi în cel mai bun caz în spatele ecranului dacă acesta este transonor (lasă să treacă sunetul), sau în funcție de condiții lateral sau sus.
In această situație, factorii psihici și experiența umană fac în unele cazuri ca spectatorul să aibă senzația că imaginea vizuală și percepția auditivă corespunzătoare ei coincid ca loc.
Insă cu cât ecranul crește ca dimensiune prin apropierea spectatorului de el, componentele vizuale și auditive ale filmului nu mai se suprapun spațial, creind impresia de artificialitate, dăunând calității spectacolului.
Prin tehnica de redare stereofonică, care dă senzația de spațialitate, se urmărește eliminarea acestui inconvenient, în așa fel încât spectatorul să aibă impresia că recepționează sunetul din aceea zonă unde se află personajul.
Acest lucru se realizează cu redarea stereofonică a sunetului în sala de cinema prin diferitele sisteme : magnetic sau optic prin sistem Dolby.

## Istoric
Primele încercări s-au făcut odată cu cele privind sonorizarea filmului.
In jurul anilor 1940, este creat sistemul Fantasound. Acesta folosea patru piste optice înregistrate pe o peliculă care defila sincron odată cu cea de imagine. Trei piste erau destinate fiecare unui ansamblu de difuzoare dispuse echidistant în spatele ecranului care redau sunetul simultan cu locul unde vorbea personajul. A patra pistă, care purta semnale cu frecvență fixă, comanda nivelurile acustice ale celor trei difuzoare. Mici crestături pe marginea filmului, introducea după un program prestabilit fonograma pentru difuzorul central și cele de efect așezate pe pereții sau tavanul sălii.
In anii 1950, odată cu apariția televiziunii, apar noi sisteme de redare a imaginii în cinematograf, ecranele late. Acestea făceau evidentă limitele sunetului monocanal, făcând mai ferm necesitatea stereofoniei în sala de cinema.
Descoperirea înregistrării magnetice pe bandă, a făcut posibilă și aplicabilă redarea stereofonică a sunetului în cinematograf.
Astfel în sistemul Cinerama,pe lângă cele trei pelicule purtătoare de imagine, mai apare încă una purtătoare de sunet, tot de 35 mm cu perforații, peliculă cu 7 piste, care defilează sincron cu cele proiectate. Cinci piste sunt trimise către cinci difuzoare așezate în spatele ecranului, iar două pe pereții laterali ai sălii. Datorită dificultăților de exploatare acest sistem a dispărut.
Cel mai important pas s -a făcut prin aplicarea pistelor magnetice pe purtătoarea de imagine. Sistemul Cinemascope 2, folosește 4 piste dispuse pe o parte și alta a perforațiilor ; 3 piste pentru difuzoarele din spatele ecranului și una de efecte pentru difuzoarele din sală. La sistemul Panoramic cu peliculă de 7o mm, sunt 8 piste sonore magnetice ; 5 piste pentru difuzoarele din spatele ecranului, 2 piste pentru laterale și una de efecte.
Calitatea sunetului magnetic este net superioară, însă au un cost ridicat datorită procesului tehnologic, ținând cont că pista magnetică se aplică după terminarea procesului de developare. De asemeni ,în exploatare sunt necesare precauțiuni aparte față de copiile obișnuite cu înregistrare optică.
Trebuia găsit ceva ușor de manipulat în exploatarea copiilor de film fără măsuri deosebite.
Astfel in jurul anilor 1970, datorită rezultatelor obținute de Dolby în laboratorul său din Anglia, a apariția traductoarelor mici, chiar miniaturale (fotodiodele care sunt coparatibil mici față de fotocelule) și a faptului că pe lațimea alocată pistei de sunet pe pelicula de 35 mm se pot înregistra două piste dinstincte, a făcut posibilă apariția stereofoniei Dolby.

## Citire și redarea sunetului în sistem Dolby

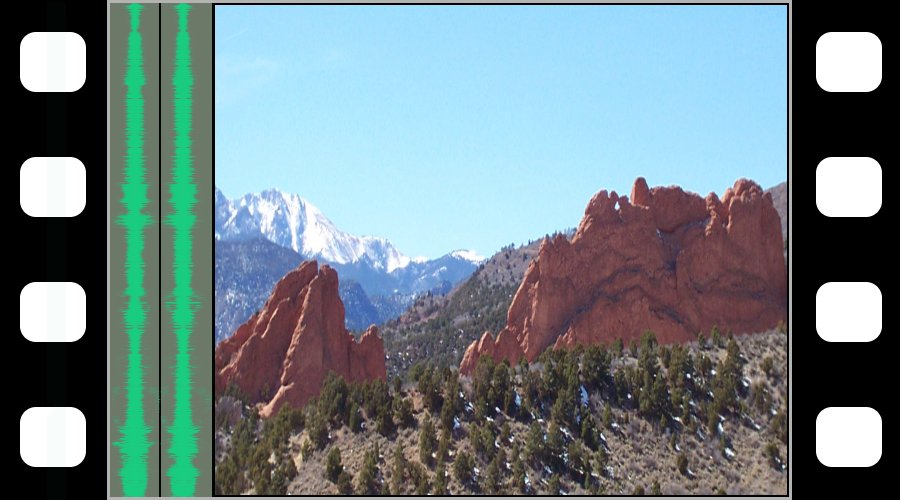
În partea stângă a imaginii se observă cele două piste optice necesare sistemului Dollby

Stereofonia de tip optic, înseamnă ca în spațiul rezervat pistei de sunet monoaurale să fie plasate două, trei înregistrări optice. S-a ales tipul cu două piste întru-cât înregistrare a mai multora duce la scăderea raportului semnal/zgomot peste 3 dB, implicit la scăderea calității sunetului.
Citirea se face în același sistem cu cel folosit la citirea monoaurală, cu deosebirea că fiind vorba de două piste sonore va fi nevoie de două traductoare (fotodiode). Acestea citesc fiecare pista rezervată, transmițând semnalul unui dispozitiv de tip Dolby Noise Reduction. Acest dispozitiv face ca sunetul redat în sala de cinematograf să aibă o caracteristică de frecvență foarte bună (liniară până la 12 kHz) și un coeficient redus de distorsiuni neliniare.
S-ar părea totuși ca două piste de sunet nu ar fi cel indicat într-o stereofonie. Dar procedeul pus la punct de firmele Kodak, RCA și Dolby rezolvă această problemă prin înregistrarea codificată a semnalului și redarea lui în sală printr-o operațiune de decodificare. Astfel se poate obține o stereofonie pe patru canale; stânga, centru, dreapta și unul de efecte în sală. Canalul de centru  este de fapt un derivat din cele două canale laterale, fiind o combinare a acestora. Semnalele audio egale și în fază vor fi decodificate și transmise difuzorului central. Pentru efecte, dispozitivul de decodificare însumează și direcționează semnalele înregistrate defazat față de cele destinate difuzorului central, unul cu + 90 grade față de canalul dreapta și altul cu - 90 grade față de canalul stânga.
Un avantaj al acestui sistem este că în cazul când nu este asigurată instalația adecvată citirea sunetului se poate face și în sistem monoaural sau în cazul înregistrării monoaurale ea poate fi citită de instalația de stereofonie cu condiția legării celor două fotodiode în paralel.